# Anton Günther Heshusius
Anton Günther Heshusius (auch: Hesshusen, Hesshus; * 6. Januar 1638 in Oldenburg; † 24. Juni 1700 in Leipzig) war ein deutscher Philosoph.

## Leben
Der Urenkel des Tilemann Hesshus stammte aus einem deutschen Predigergeschlecht. Sein Großvater Gottfried war Oberhofprediger in Aurich, später in Minden und sein Vater Johann Heshusen war Pfarrer Prediger in Hatten bei Oldenburg. Nach durchlaufener Ausbildung in seiner Vaterstadt hatte er im Sommersemester ein Studium an der Universität Leipzig aufgenommen.
In Leipzig wurde er am 9. April 1659 Baccalaureus, erwarb am 24. Januar 1661 den akademischen Grad eines Magisters der Philosophie, habilitierte sich und wurde 1664 Assessor der philosophischen Fakultät. 1666 übertrug ihm die philosophische Fakultät der Leipziger Hochschule die Professur des aristotelischen Organon. Er fand am 16. Juni 1670 als Baccalaureus Zugang zur theologischen Fakultät und avancierte am 9. Mai 1671 zum Lizentiaten der Theologie.
Heshusius beteiligte sich auch an den organisatorischen Aufgaben der Leipziger Hochschule. So fand er als Kollegiat Aufnahme im Großen Fürstenkollegium, war im Sommersemester 1697 Decemvir der Universität und in den Sommersemestern 1673, 1685, 1691 sowie 1697 Rektor der Alma Mater.
Er wurde am 27. Juni 1700 bestattet.

## Werke(Auswahl)
- Commentar, analytic. i Organon Aristotelis.
- Dissertatio de domate Pythagorico de abstinentia carnium. Leipzig 1668
- Dogma Pythagoricum de abstinentia carnium. 1668
- De natura demonstrationis. 1662
- Deo ter sancto duce trisagium angelicum. 1671
- Oratio de nobilitate et utilitate philosophiae. 1656
- De distinctione formali disputationem. 1663